# Acidodontium rhamphostegium
Acidodontium rhamphostegium är en bladmossart som beskrevs av Georg Friedrich von Jaeger 1875. Acidodontium rhamphostegium ingår i släktet Acidodontium och familjen Bryaceae. Inga underarter finns listade i Catalogue of Life.